# J. A. Baker
John Alec Baker fue un escritor inglés conocido por El Peregrino, el cual ganó el Premio Duff Cooper  en 1967. Robert Macfarlane lo consideró "una pieza maestra del siglo xx en no-ficción" en su introducción a la edición del New York Review Books  (NYRB). En la cubierta posterior de la misma edición, James Dickey declara que el libro "transciende cualquier 'escritura de naturaleza' de nuestro tiempo", mientras Barry Lopez declara al libro como "uno de los más fantásticamente escrito, cuidadosamente observado y evocativo de fauna y flora que nunca había leído." Werner Herzog lo calificó como el "libro que te recomendaría para leer si quieres saber cómo realizar películas de calidad," y  en otro lugar dijo: "Tiene una prosa de un calibre que no hemos visto desde Joseph Conrad."
El libro recuerda un año solo de octubre a abril (probablemente de 1962/3) de la obsesión de diez años del autor con el peregrino que hibernaba cerca de su casa en Chelmsford, Essex, en la Inglaterra oriental. La escritura está impregnada de lirismo por todas partes; cuando el observador diligente se convierte en autor da lugar a una transformación personal;  Baker deviene, en  palabras de James Dickey en la cubierta del libro, "una fusión de hombre y ave".
Baker solo publicó otro libro en 1969 La colina del verano, una lírica visionaria sobre el progreso de la estación a través de las zonas más silvestres de Inglaterra del sur. Aunque no tan famoso como El Peregrino,  disfruta mucho la misma reputación de belleza literaria y precisión naturalista.

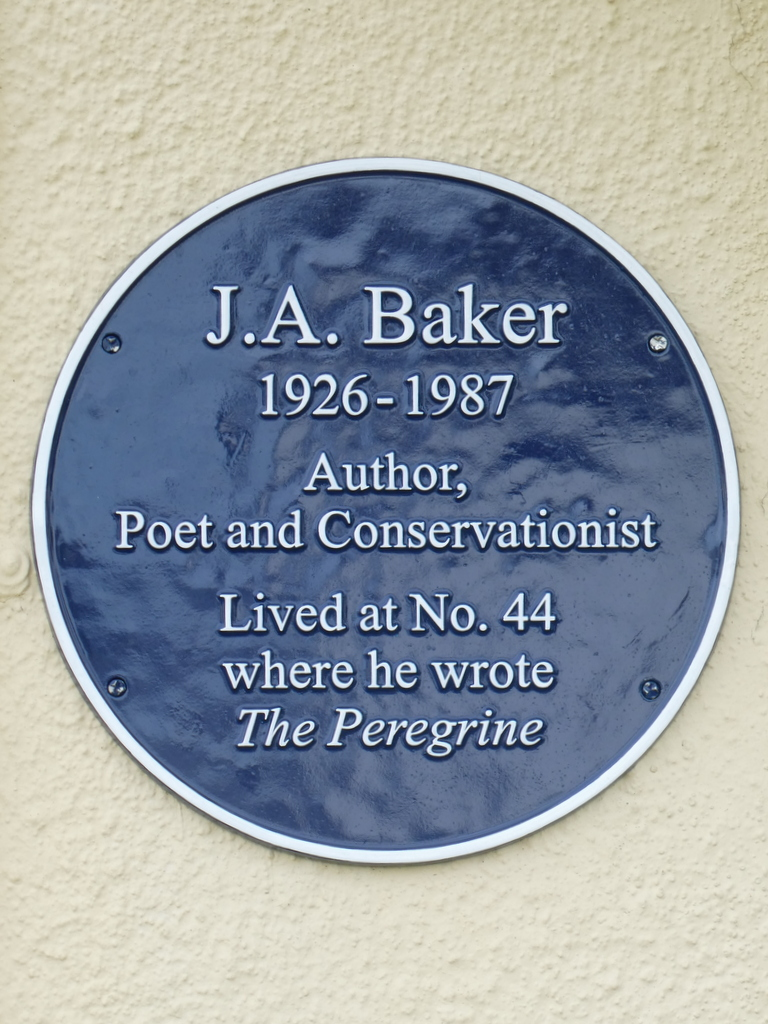
Placa del Ayuntamiento de Chelmsford para J.A. Baker (erigida en febrero de 2020)

En 2011, Collins publicó una edición nueva de El Peregrino que también incluía La colina del verano y extractos de sus diarios. El libro incluye una introducción por Mark Cocker y notas por John Fanshawe. Con anterioridad a ese libro, poco se sabía aproximadamente de la vida personal de Baker pero eso cambió. Nació el 6 de agosto de 1926 y vivió en Chelmsford, Essex. Y la educación media en la King Edward VI Escuela de Gramática, Chelmsford. Sus libros se basaban en gran parte en sus observaciones de aves en el campo de Essex especialmente en el área de Chelmsford a la costa. Fue incapaz de conducir (a pesar de laborar para la Asociación de Automóvil) y viajaba en bicicleta. Desde alrededor de los 1970 tuvo una severa artritis y contrajo un cáncer a raíz de los fármacos tomados para aliviar la artritis. Falleció el 26 de diciembre de 1987.
La Universidad de Essex mantiene elementos asociados con J A Baker. Esos incluyen sus diarios,  borradores de sus libros, corrigió pruebas, correspondencia y su equipamiento óptico utilizado cuándo hacía observaciones de aves. El archivo fue catalogado en 2016 por Hetty Saunders y hoy abierto a aquellos interesados en la vida y trabajo de J A Baker.